# 趙甲濟
趙 甲濟（チョ・ガプチェ、1945年10月24日 - ）は、韓国のジャーナリスト、政治評論家、作家、歴史家。元『月刊朝鮮』編集長。保守系政治団体「国民行動本部」の創設者の一人。本貫は咸安趙氏。名前に使用される漢字「濟」が日本では旧字体として扱われるため、マスメディアの配信する日本語記事や日本で出版された著作物では姓名を「趙 甲済」と表記している。

## 略歴
日本の埼玉県生まれ。生後直ぐ韓国へ帰国し、釜山高等学校から釜山水産大学に進学するも兵役終了後に中退。1971年に国際新報（後の国際新聞）に入社して記者生活をスタート、1974年の重金属汚染追及報道などで韓国記者賞を7回受賞する。だが、朴正煕政権を批判して2度停職処分を受け、光州事件では、自ら取材しようとしたところを解雇に追い込まれている。その後、ソウルに移り、1983年に『月刊朝鮮』編集部入り。この時、朴正煕暗殺事件を取材したことを切っ掛けに、朴正煕を近代革命家として評価することになる。1991年に『月刊朝鮮』編集長となり2004年まで在任、その後はインターネットメディア「趙甲濟.com」を足場に、言論活動を繰り広げている。朝鮮日報によると2019年5月時点で政治・社会・経済関連のYouTubeチャンネル116の中で同チャンネルは累計アクセス数1億319万回で5位に入る。

## 著作
- 『韓国を震撼させた十一日間』黄基 訳、JICC出版局、1987年12月。ISBN 4-88063-383-6。
- 『韓国のニューリーダー』黄民基 訳、講談社〈講談社現代新書〉、1990年6月。ISBN 4-06-149009-5。
- 『金賢姫は告白する　大韓機爆破五〇〇日後の胸の内 深層取材』池田菊敏 訳、徳間書店、1990年2月。ISBN 4-19-144111-6。
  - 『北朝鮮女秘密工作員の告白　大韓航空機爆破事件の隠された真実』池田菊敏 訳、徳間書店〈徳間文庫〉、1997年11月。ISBN 4-19-890788-9。 - 『金賢姫は告白する』（1990年刊）の改題。
- 『軍部!　語られざる韓国の暗部』黄民基 訳、JICC出版局、1990年7月。ISBN 4-88063-938-9。
- 『国家安全企画部　韓国現代史の影の権力!』黄民基・皇甫允 訳、JICC出版局、1990年12月。ISBN 4-7966-0030-2。
- 『シャブ!　知られざる犯罪地下帝国の生態』黄民基 訳、JICC出版局、1991年3月。ISBN 4-7966-0096-5。
- 『朴正煕　韓国近代革命家の実像』永守良孝 訳、亜紀書房、1991年10月。ISBN 978-4-7505-9119-3。
- 『金正日と金大中　野心と野望』黄民基 訳、講談社〈講談社+α新書〉、2000年9月20日。ISBN 4-06-272039-6。
- 『「首領様の戦士」金大中の正体』金宣英 訳、洋泉社〈Yosensha paperbacks 16〉、2006年9月。ISBN 4-86248-062-4。
- 『朴正煕、最後の一日　韓国の歴史を変えた銃声』裴淵弘 訳、草思社、2006年5月。ISBN 4-7942-1496-0。
- 『李明博革命　保守主義が韓国を救う』李英 訳、作品社、2008年3月。ISBN 978-4-86182-186-8。
- 『朝鮮総督府・封印された証言』姜昌萬 訳、洋泉社、2010年10月。ISBN 978-4-86248-614-1。

### 編著
- 趙甲済 編『北朝鮮　地獄からのレポート　最新飢餓報告と収容所の実態』中根悠 訳、河出書房新社、2001年2月24日。ISBN 4-309-24240-5。
- 趙甲済 編『どん底の北朝鮮　二〇〇四年ついにここまできてしまった!』中根悠 訳、ビジネス社、2004年1月。ISBN 4-8284-1093-7。
- 趙甲濟 編著『北朝鮮大封鎖』黄民基 訳、講談社、2007年4月3日。ISBN 978-4-06-213871-0。

### 共著
- 西岡力 共著『金賢姫からの手紙』草思社、2009年5月1日。ISBN 978-4-7942-1709-7。
- 櫻井よしこ、田久保忠衛・古田博司・劉江永・歩平・金燦栄・趙甲濟・洪熒『日中韓（にっちゅうかん）歴史大論争』文藝春秋〈文春新書 777〉、2010年10月20日。ISBN 978-4-16-660777-8。 - タイトル：『日中韓 歴史大論争』。

### 監修
- 金成昱『金正日にひれ伏す韓国　このままでは統一国家は北朝鮮になる』趙甲済 監修、金英彦 訳、徳間書店、2006年12月18日。ISBN 4-19-862267-1。